# Oxytate elongata
Oxytate elongata är en spindelart som först beskrevs av Benoy Krishna Tikader 1980.  Oxytate elongata ingår i släktet Oxytate och familjen krabbspindlar. Inga underarter finns listade i Catalogue of Life.